# Britanska Kolumbija
Britanska Kolumbija (engleski British Columbia; francuski Colombie-Britannique; skraćeno: BC) je jedna od 10 kanadskih pokrajina na zapadnoj strani Kanade. Britanska Kolumbija je također sastavni dio regije sjeverozapadnog Pacifika, zajedno sa saveznim državama Oregon i Washington. Ime pokrajine je odabrala kraljica Viktorija 1858. godine. 1871. godine, postala je šesta pokrajina Kanade. Njen latinski geslo je Splendor sine occasu (Sjaj bez smanjenja).
Glavni grad Britanske Kolumbije je Victoria, petnaesto po veličini metropolitansko područje Kanade, nazvan po kraljici koja je napravila koloniju Britanske Kolumbije. Najveći grad je Vancouver, treće po veličini metropolitansko područje Kanade, najveće u Zapadnoj Kanadi, i drugo po veličini na pacifičkom sjeverozapadu. U listopadu 2013. godine, Britanska Kolumbija je imala 4,606,371 stanovnika (oko 2,5 milijuna žive u Vancouver metrou). Pokrajinom upravlja BC Liberal Party (liberalna stranka Britanske Kolumbije) koju predvodi premijerka Christy Clark, koja je postala predvodnik prema rezultatima glasanja 26. veljače 2011. godine, čime je njena stranka pobijedila na izborima 14. svibnja 2013. godine.
Površina pokrajine je 944,735 km2.

## Indijanci
Današnji Indijanci podijeljeni su po brojnim nacijama, to su: ?Akisq'nuk First Nation, Adams Lake, Ahousaht, Aitchelitz, Alexandria, Alexis Creek, Ashcroft, Beecher Bay, Blueberry River First Nations, Bonaparte, Boothroyd, Boston Bar First Nation, Bridge River, Burns Lake, Burrard, Campbell River, Canim Lake, Canoe Creek, Cape Mudge, Cayoose Creek, Chawathil, Cheam, Chehalis, Chemainus First Nation, Cheslatta Carrier Nation, Coldwater, Comox, Cook's Ferry, Cowichan, Da'naxda'xw First Nation, Dease River (Yukon), Ditidaht, Doig River, Douglas, Ehattesaht, Esketemc, Esquimalt, Fort Nelson First Nation, Gitanmaax, Gitanyow, Gitsegukla, Gitwangak, Gitxaala Nation, Glen Vowell, Gwa'Sala-Nakwaxda'xw, Gwawaenuk Tribe, Hagwilget Village, Halalt, Halfway River First Nation, Hartley Bay, Heiltsuk, Hesquiaht, High Bar, Homalco, Hupacasath First Nation, Huu-ay-aht First Nations, Iskut, Kamloops, Kanaka Bar, Katzie, Kispiox, Kitamaat, Kitasoo, Kitselas, Kitsumkalum, Klahoose First Nation, Kluskus, Kwadacha, Kwakiutl, Kwantlen First Nation, Kwaw-kwaw-Apilt, Kwiakah, Kwicksutaineuk-ah-kwaw-ah-mish, Kwikwetlem First Nation, Lake Babine Nation, Lake Cowichan First Nation, Lax-kw'alaams, Leq' a: mel First Nation, Lheidli T'enneh, Liard First Nation (Yukon), Little Shuswap Lake, Lower Kootenay, Lower Nicola, Lower Similkameen, Lyackson, Lytton, Malahat First Nation, Mamalilikulla-Qwe'Qwa'Sot'Em, Matsqui, McLeod Lake, Metlakatla, Moricetown, Mount Currie, Mowachaht/Muchalaht, Musqueam, Nadleh Whuten, Nak'azdli, Namgis First Nation, Nanoose First Nation, Nazko, Nee-Tahi-Buhn, Neskonlith, New Westminster, Nicomen, Nisga'a Village of Gingolx, Nisga'a Village of Gitwinksihlkw, Nisga'a Village of Laxgalt'sap, Nisga'a Village of New Aiyansh, Nooaitch, N'Quatqua, Nuchatlaht, Nuxalk Nation, Okanagan, Old Massett Village Council, Oregon Jack Creek, Osoyoos, Oweekeno/Wuikinuxv Nation, Pacheedaht First Nation, Pauquachin, Penelakut, Penticton, Peters, Popkum, Prophet River First Nation, Qualicum First Nation, Quatsino, Red Bluff, Saik'uz First Nation, St. Mary's, Samahquam, Saulteau First Nations, Scowlitz, Seabird Island, Sechelt, Semiahmoo, Seton Lake, Shackan, Shuswap, Shxwhá:y Village, Shxw'ow'hamel First Nation, Simpcw First Nation, Siska, Skatin Nations, Skawahlook First Nation, Skeetchestn, Skidegate, Skin Tyee, Skowkale, Skuppah, Skwah, Sliammon, Snuneymuxw First Nation, Soda Creek, Songhees First Nation, Soowahlie, Spallumcheen, Spuzzum, Squamish, Squiala First Nation, Stellat'en First Nation, Stone, Sumas First Nation, Tahltan, Takla Lake First Nation, Taku River Tlingit (Yukon), T'it'q'et, Tla-o-qui-aht First Nations, Tlatlasikwala, Tl'azt'en Nation, Tl'etinqox-t'in Government Office, Tlowitsis Tribe, Tobacco Plains, Toosey, Toquaht, Tsartlip, Tsawataineuk, Tsawout First Nation, Tsawwassen First Nation, Tsay Keh Dene, Tseshaht, Tseycum, Ts'kw'aylaxw First Nation, T'Sou-ke First Nation, Tzeachten, Uchucklesaht, Ucluelet First Nation, Ulkatcho, Union Bar, Upper Nicola, Upper Similkameen, Westbank First Nation, West Moberly First Nations, Wet'suwet'en First Nation, Whispering Pines/Clinton, Williams Lake, Xaxli'p, Xeni Gwet'in First Nations Government, Yakweakwioose, Yale First Nation, Yekooche.

## Vanjske poveznice
- Travel.bc.ca
- Vancouver info centar
- Slike Britanske Kolumbije  Arhivirana inačica izvorne stranice od 5. veljače 2006. (Wayback Machine)
- Pokrajinski arhivi (baza podataka)
- Zemljovid Britanske Kolumbije
- UBC - University of British Columbia
- BC Ferry trajektna služba
- Kraljevski muzej BC-a
- Slike Britanske Kolumbije i Vancouvera  Arhivirana inačica izvorne stranice od 24. prosinca 2005. (Wayback Machine)
- The Political Economy of British Columbia's Rainforests